# Американская чёрная кряква
Америка́нская чёрная кря́ква (лат. Anas rubripes) — большая утка подсемейства Настоящие утки.

## Описание
У взрослого самца жёлтый клюв, тёмное тело, более светлые голова и шея, оранжевые лапы и тёмные глаза. Взрослая самка внешностью похожа на самца, но оперение у неё слегка светлее, а клюв зеленовато-серый. У обоих полов яркое фиолетово-синее зеркало, которое не окаймлено белым, как у кряквы. Поведение и голос такие же, как и у селезня кряквы.

## Распространение

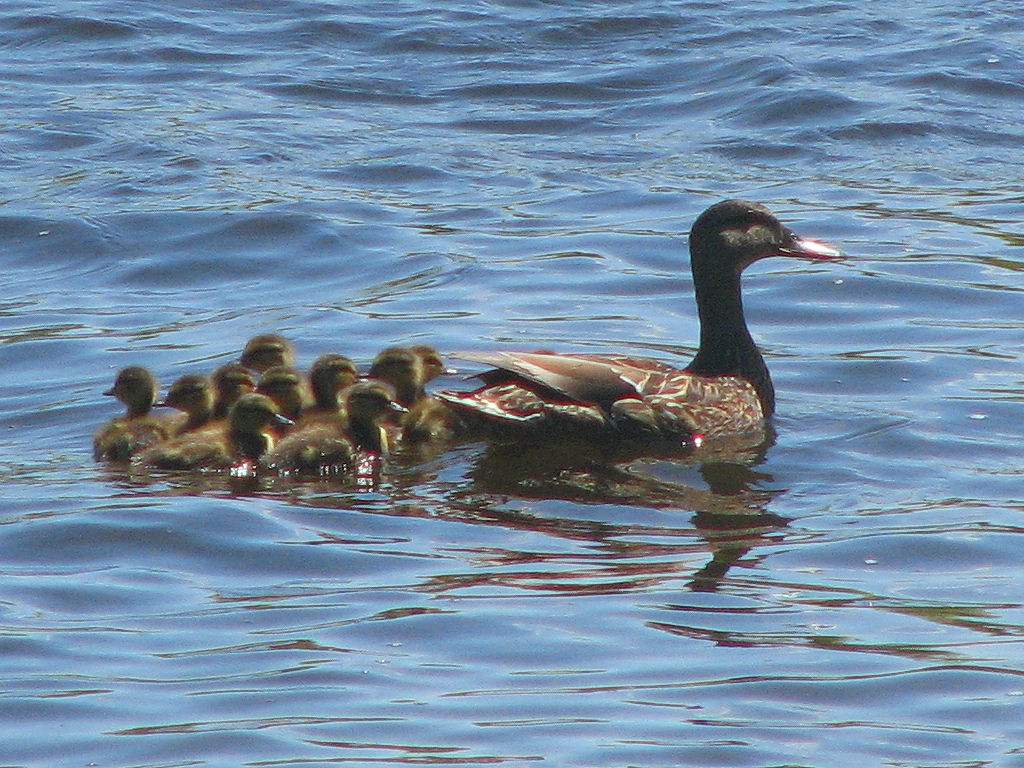
Самка с утятами

Её среда обитания — озера, пруды, реки, болота и другие водоемы в восточной Канаде, включая Великие озёра, горы Адирондэк в США.
Эта утка редкий гость в Великобритании, где обосновалось несколько птиц и скрестилось с местной кряквой. Получившиеся гибриды могут создавать значительные трудности при идентификации.

## Таксономия

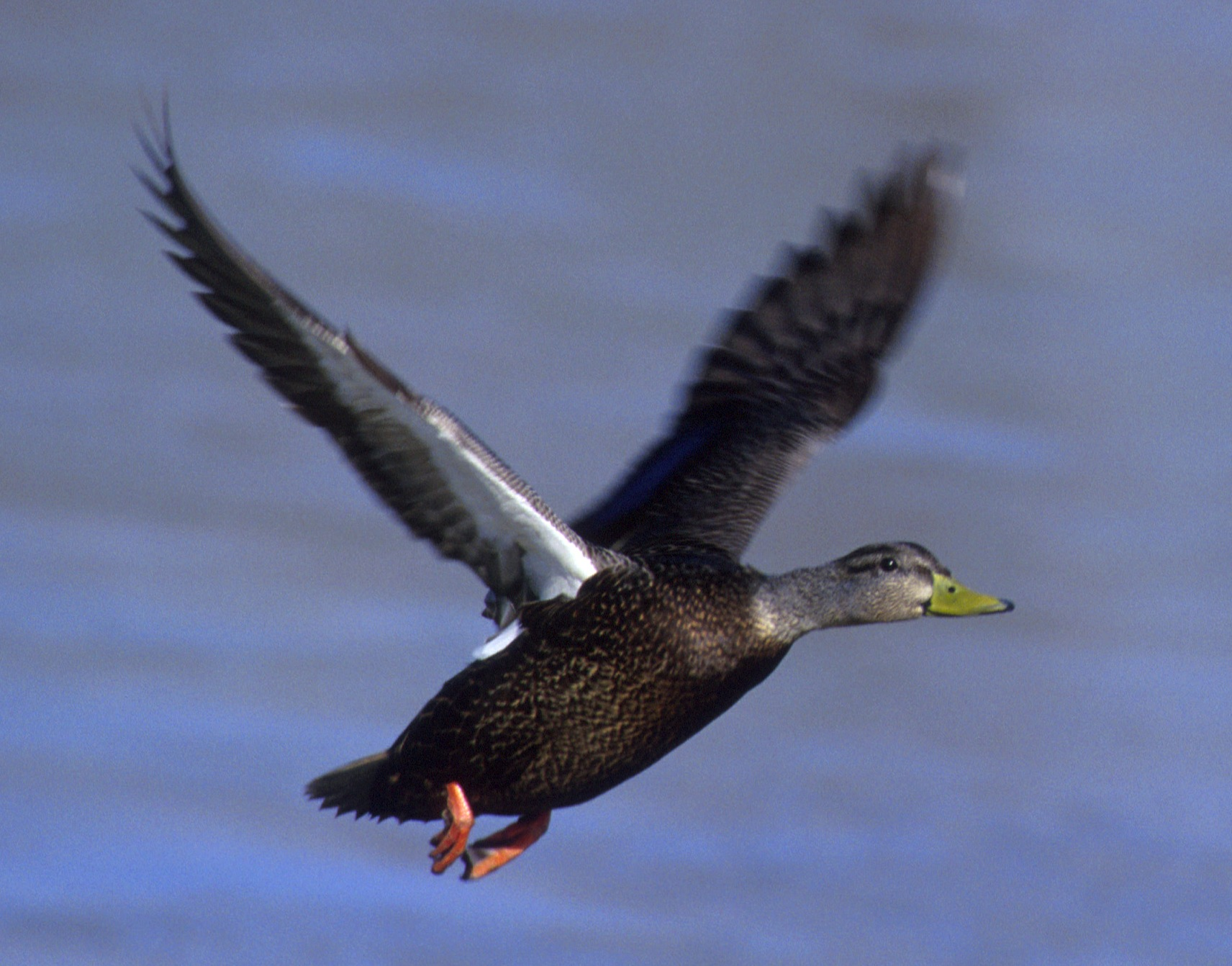
Американская черная кряква в полете

Американские черные кряквы скрещиваются регулярно и интенсивно с кряквой (McCarthy 2006), с которой они находятся в тесном родстве. Некоторые авторитетные специалисты даже полагают, что черная кряква является подвидом кряквы с более темным оперением, и вообще не отдельным видом; но это ошибочное мнение, так как только возможность скрещивания не является правильной причиной объединения видов уток (Mank et al. 2004).
Существует предположение, что черная кряква и кряква в прошлом были отделены средой обитания, черные кряквы с темным оперением отдавали предпочтение лесным местностям в восточной части Северной Америки, а кряквы с более светлой окраской оперения — более открытым прериям и равнинам вблизи озер. В последнее время, согласно этому мнению, уничтожение лесов на востоке и посадка деревьев на равнинах, сгладили это разделение среды обитания, приведя к теперь наблюдаемому высокому уровню скрещивания. Однако, нужно помнить, что нормальный уровень скрещивания неизвестен, как и большинство других зон скрещивания птиц, и в данном случае это только предположение, что прошлые нормы были ниже, чем отмечаемые сегодня. Нужно также заметить, что множество других зон скрещивания птиц являются устойчивыми и давнишними, несмотря на встречающееся интенсивное межвидовое скрещивание (McCarthy 2006). Во всяком случае, американская черная кряква и местная кряква сейчас очень четко различимы посредством сравнения микросателлитов, даже если выбрано много экземпляров (Avise et al. 1990, Mank et al. 2004).
Гибриды невозможно окончательно различить в полевых условиях и, следовательно, динамика многих гибридных видов остается неизвестной. Тем не менее, было показано в исследованиях, что гибриды следуют принципу Дж. Б. С. Холдейна, гибриды женского пола часто погибают прежде, чем успевают достичь сексуальной зрелости (Kirby et al. 2004, McCarthy 2006); это отчетливо подчеркивает случай с американской черной кряквой.

## Миграции
Этот вид частично перелетный, многие особи зимуют в восточно-центральной части США, особенно в прибрежных областях; некоторые остаются круглый год в районе Великих озёр.

## Питание
Эти птицы питаются, добывая корм на поверхности воды и щипля траву на лугу. По большей части они едят растения, но также некоторых моллюсков и водных насекомых.

## Размножение
Яйца зеленовато-желтого цвета. Кладка состоит из 6-14 яиц, высиживают приблизительно 30 дней.

## Угрозы
Американская черная кряква долго оценивалась, как дичь, будучи осторожной и быстрой на крыло. Хотя этот вид не вызывает большого беспокойства, его численность медленно уменьшается из-за разрушения среды обитания. Некоторые защитники природных ресурсов считают скрещивание и конкуренцию с кряквой дополнительным источником беспокойства, который продолжает это уменьшение (Rhymer & Simberloff 1996, Rhymer 2006). Нужно отметить, что само скрещивание не главная проблема; в результате естественного отбора у лучше адаптированных особей будет больше потомства. Но меньшая жизнеспособность гибридных самок в конечном счете приведет к неудаче многие выводки, поскольку потомство умрет раньше, чем размножится. Если это не проблема для многочисленной кряквы, то для популяции американской черной кряквы создаст дополнительное напряжение.

## Глобальные ссылки
- Cornell Lab of Ornithology — American Black Duck
- South Dakota Birds and Birding — American Black Duck
- USGS Patuxent Bird Identification InfoCenter — American Black Duck
- Massachusetts Breeding Bird Atlas
- Black Duck Joint Venture, Environment Canada